# Ausztrália az 1952. évi téli olimpiai játékokon
Ausztrália a norvégiai Oslóban megrendezett 1952. évi téli olimpiai játékok egyik részt vevő nemzete volt. Az országot az olimpián 4 sportágban 9 sportoló képviselte, akik érmet nem szereztek.

## Alpesisí
Férfi
| Versenyző    | Versenyszám      | 1. futam | 1. futam | 2. futam | 2. futam | Összesítés | Összesítés |
| Versenyző    | Versenyszám      | Idő      | Hely.    | Idő      | Hely.    | Idő        | Helyezés   |
| ------------ | ---------------- | -------- | -------- | -------- | -------- | ---------- | ---------- |
| Bob Arnott   | Lesiklás         |          |          |          |          | 4:13,5     | 71.        |
| Bob Arnott   | Műlesiklás       | 1:21,1   | 65.*     | kiesett  | kiesett  | kiesett    | kiesett    |
| Bob Arnott   | Óriás-műlesiklás |          |          |          |          | 3:38,4     | 78.        |
| Bill Day     | Lesiklás         |          |          |          |          | 3:31,4     | 60.        |
| Bill Day     | Műlesiklás       | 1:13,9   | 54.      | kiesett  | kiesett  | kiesett    | kiesett    |
| Bill Day     | Óriás-műlesiklás |          |          |          |          | 3:10,5     | 67.        |
| Barry Patten | Lesiklás         |          |          |          |          | 3:53,1     | 67.        |
| Barry Patten | Műlesiklás       | 1:29,6   | 76.      | kiesett  | kiesett  | kiesett    | kiesett    |
| Barry Patten | Óriás-műlesiklás |          |          |          |          | 3:41,1     | 80.        |

* - egy másik versenyzővel azonos eredményt ért el

## Gyorskorcsolya
| Versenyző    | Versenyszám | Eredmény | Helyezés |
| ------------ | ----------- | -------- | -------- |
| Colin Hickey | 500 m       | 46,2     | 29.      |
| Colin Hickey | 1500 m      | 2:30,4   | 30.      |
| Colin Hickey | 5000 m      | 8:57,6   | 28.      |

## Műkorcsolya
| Versenyző      | Versenyszám  | Kötelező elemek   | Kötelező elemek | Kűr               | Kűr   | Összesítés                     | Összesítés                     | Összesítés                     | Összesítés                     | Összesítés                     | Összesítés                     | Összesítés                     | Összesítés                     | Összesítés                     | Összesítés        | Összesítés  | Összesítés | Összesítés |
| Versenyző      | Versenyszám  | Kötelező elemek   | Kötelező elemek | Kűr               | Kűr   | Helyezési pontszámok bírónként | Helyezési pontszámok bírónként | Helyezési pontszámok bírónként | Helyezési pontszámok bírónként | Helyezési pontszámok bírónként | Helyezési pontszámok bírónként | Helyezési pontszámok bírónként | Helyezési pontszámok bírónként | Helyezési pontszámok bírónként | Több. hely. száma | Hely. össz. | Pont       | Helyezés   |
| Versenyző      | Versenyszám  | Több. hely. száma | Hely.           | Több. hely. száma | Hely. | 1                              | 2                              | 3                              | 4                              | 5                              | 6                              | 7                              | 8                              | 9                              | Több. hely. száma | Hely. össz. | Pont       | Helyezés   |
| -------------- | ------------ | ----------------- | --------------- | ----------------- | ----- | ------------------------------ | ------------------------------ | ------------------------------ | ------------------------------ | ------------------------------ | ------------------------------ | ------------------------------ | ------------------------------ | ------------------------------ | ----------------- | ----------- | ---------- | ---------- |
| Adrian Swan    | Férfi egyéni | 5×11+             | 12.             | 5×9+              | 9.    | 9,0                            | 11,0                           | 11,0                           | 11,0                           | 11,0                           | 12,0                           | 10,0                           | 10,0                           | 10,0                           | 8×11+             | 95,0        | 1248,2     | 10.        |
| Nancy Burley   | Női egyéni   | 6×18+             | 17.             | 5×13+             | 14.   | 18,0                           | 12,0                           | 13,0                           | 16,0                           | 15,0                           | 18,0                           | 15,0                           | 13,0                           | 15,0                           | 6×15+             | 135,0       | 1220,7     | 14.        |
| Gweneth Molony | Női egyéni   | 5×18+             | 18.             | 6×22+             | 22.   | 21,0                           | 21,0                           | 21,0                           | 20,0                           | 20,0                           | 23,0                           | 22,0                           | 23,0                           | 19,0                           | 6×21+             | 190,0       | 1119,1     | 21.        |

## Sífutás
Férfi
| Versenyző        | Versenyszám | Eredmény      | Helyezés      |
| ---------------- | ----------- | ------------- | ------------- |
| Bruce Haslingden | 18 km       | 1:29:58       | 74.           |
| Bruce Haslingden | 50 km       | nem ért célba | nem ért célba |
| Cedric Sloane    | 50 km       | nem ért célba | nem ért célba |
| Cedric Sloane    | 18 km       | 1:32:39       | 75.           |